# Apogonia lepidota
Apogonia lepidota är en skalbaggsart som beskrevs av Heller 1896. Apogonia lepidota ingår i släktet Apogonia och familjen Melolonthidae. Inga underarter finns listade i Catalogue of Life.